# Laura & The Lovers
Laura & The Lovers is een groep die bestaat uit Laura Čepukaité, Donatas Paulauskas, Martynas Lukoševičius en Andrius Piragis. Ze vertegenwoordigden Litouwen op het Eurovisiesongfestival 2005, met het liedje "Little by little". In de halve finale werden ze laatste met 17 punten.

## Discografie
1. Little by little
2. Eina is proto sirdis
3. Vakare
4. Rudenio dievas
5. Abejones
6. Tu pasikeitei
7. Gal naktis gal diena
8. Ar nori ar geidi
9. Buk man svelnus
10. Sidabrinis rytas
11. Ar tu zinai
12. Man visko per daug

1994: Ovidijus Vyšniauskas · 
1999: Aistė Smilgevičiūtė · 
2001: Skamp · 
2002: Aivaras · 
2004: Linas & Simona · 
2005: Laura & The Lovers · 
2006: LT United · 
2007: 4Fun · 
2008: Jeronimas Milius · 
2009: Sasha Son · 
2010: InCulto · 
2011: Evelina Sašenko · 
2012: Donny Montell · 
2013: Andrius Pojavis · 
2014: Vilija Matačiūnaitė · 
2015: Monika Linkytė & Vaidas Baumila · 
2016: Donny Montell · 
2017: Fusedmarc · 
2018: Ieva Zasimauskaitė · 
2019: Jurijus Veklenko · 
2021: The Roop · 
2022: Monika Liu · 
2023: Monika Linkytė · 
2024: Silvester Belt · 
2025: Katarsis